# Судулени (Дамбовица)
Судулени (рум. Suduleni) насеље је у Румунији у округу Дамбовица у општини Воинешти. Oпштина се налази на надморској висини од 401 m.

## Становништво
Према подацима из 2002. године у насељу је живело 750 становника, од којих су сви румунске националности.